# Merulana canaliculata
Merulana canaliculata är en kräftdjursart som först beskrevs av Gustav Budde-Lund 1904.  Merulana canaliculata ingår i släktet Merulana och familjen Armadillidae. Inga underarter finns listade i Catalogue of Life.